# Melón verde
El melón verde, melón blanco, casaba, melón rocío de miel o melón tuna es un fruto de la familia del melón Cucumis melo (Cucumis melo) que se cultiva en general para el consumo gastronómico. La fruta es similar al melón anaranjado o cantalupo, pero tiene un sabor más dulce, contiene más agua y posee un color verde pálido o claro en su interior. Tiene sus orígenes en el sur de Francia y el norte de Argelia. 
Son redondos y casi ovalados en su forma y típicamente miden entre 15 y 22 centímetros. El rango de su peso es entre 1,8 y 3,6 kilos. La cáscara es suave y sin puentecitos como el melón anaranjado y su coloración es clara, con tonos blancos, crema o verdosos. Al igual que otros tipos de melones, su interior cuenta con muchísimas semillas. Su carne es gruesa, jugosa y dulce, la cual suele consumirse como postre y se puede conseguir en los supermercados en muchas partes del mundo.
Esta fruta crece en climas semiáridos y se hortaliza basado en su madurez, no en su tamaño; esto es algo difícil de medir pero se basa en el color de la fruta cuando cambia desde blanco verdoso (inmaduro) a color crema (maduro). La calidad está dada por una silueta casi esférica y una superficie libre de defectos como costras o cicatrices. Finalmente el melón verde debe sentirse pesado comparado a su tamaño y su cáscara debiera ser cerosa no peluda.
Esta variedad de melón se emplea en Chile para preparar el típico melón con vino.

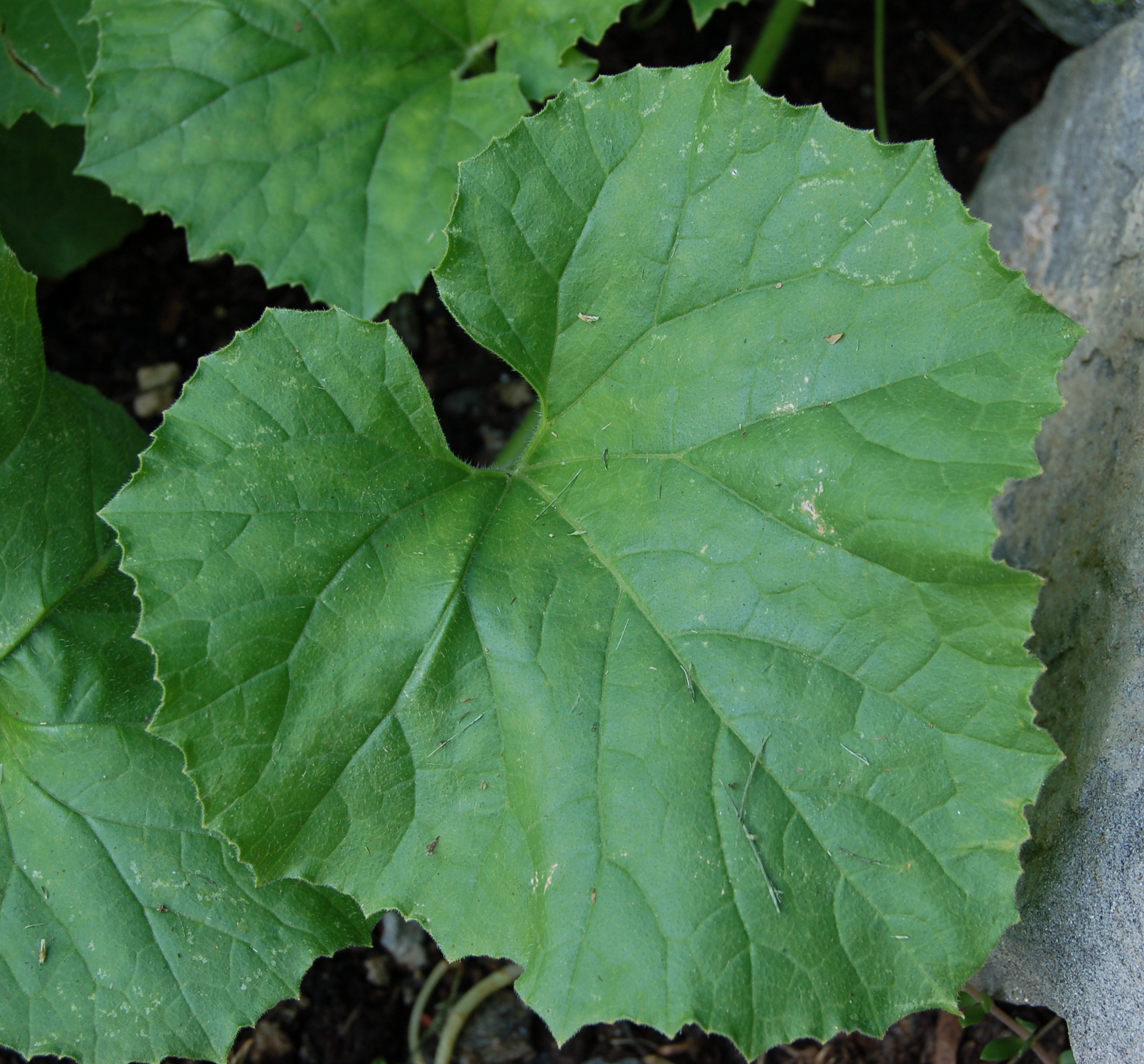
Hojas de melón verde